# Cassiopea
Cassiopea (auch: Mangrovenqualle) ist eine Gattung der Schirmquallen. Diese Quallen sind weltweit zu finden und leben häufig – aber nicht ausschließlich – in seichten, von Mangroven geprägten Küstengewässern. Dort halten sie sich bevorzugt auf sandigen oder von Seegras bewachsenen Flächen auf. Meistens trifft man sie in größeren Gruppen an.

## Besonderheiten
Die Mangrovenqualle wird im Englischen auch Upside Down Jellyfish (etwa: Auf dem Kopf stehende Qualle) genannt, da sie nicht, wie andere Quallen, durch die Meeresströmung umhergetrieben wird, sondern sich dauerhaft am Meeresboden festsetzt. Dabei sind die Tentakel nach oben in Richtung Sonnenlicht gewandt, die Qualle steht kopf. Außerdem lebt diese Gattung in Symbiose mit Algen, die sich in den Tentakelgeweben befinden und dort Photosynthese betreiben. Zwar besitzen auch Mangrovenquallen Nesselzellen (Nematocyten), die Cassiosomen, diese dienen aber vorrangig der Verteidigung und können beim Menschen leichte Juckreize und Hautirritationen verursachen. Die Cassiosomen zeichnen sich unter anderem dadurch aus, dass sie mit Schleim ins freie Wasser entlassen werden können und so außerhalb des Körpers der Qualle wirksam werden können. Dies wurde als eine Erklärung für das Phänomen des „stechenden Wassers“ postuliert, bei dem Taucher davon berichten, auch ohne Berührung einer Qualle ähnliche Hautreizungen zu spüren. Obwohl sie kein zentrales Nervensystem hat, wurde bei Cassiopea ein schlaf-ähnlicher Zustand beobachtet.

## Systematik
Für die Gattung werden neun Arten angegeben, deren taxonomischer Status aber ungeklärt ist.
- Cassiopea andromeda Forskål, 1775
- Cassiopea depressa Haeckel, 1880
- Cassiopea frondosa Pallas, 1774
- Cassiopea medusa Light, 1914
- Cassiopea mertensi Brandt, 1838

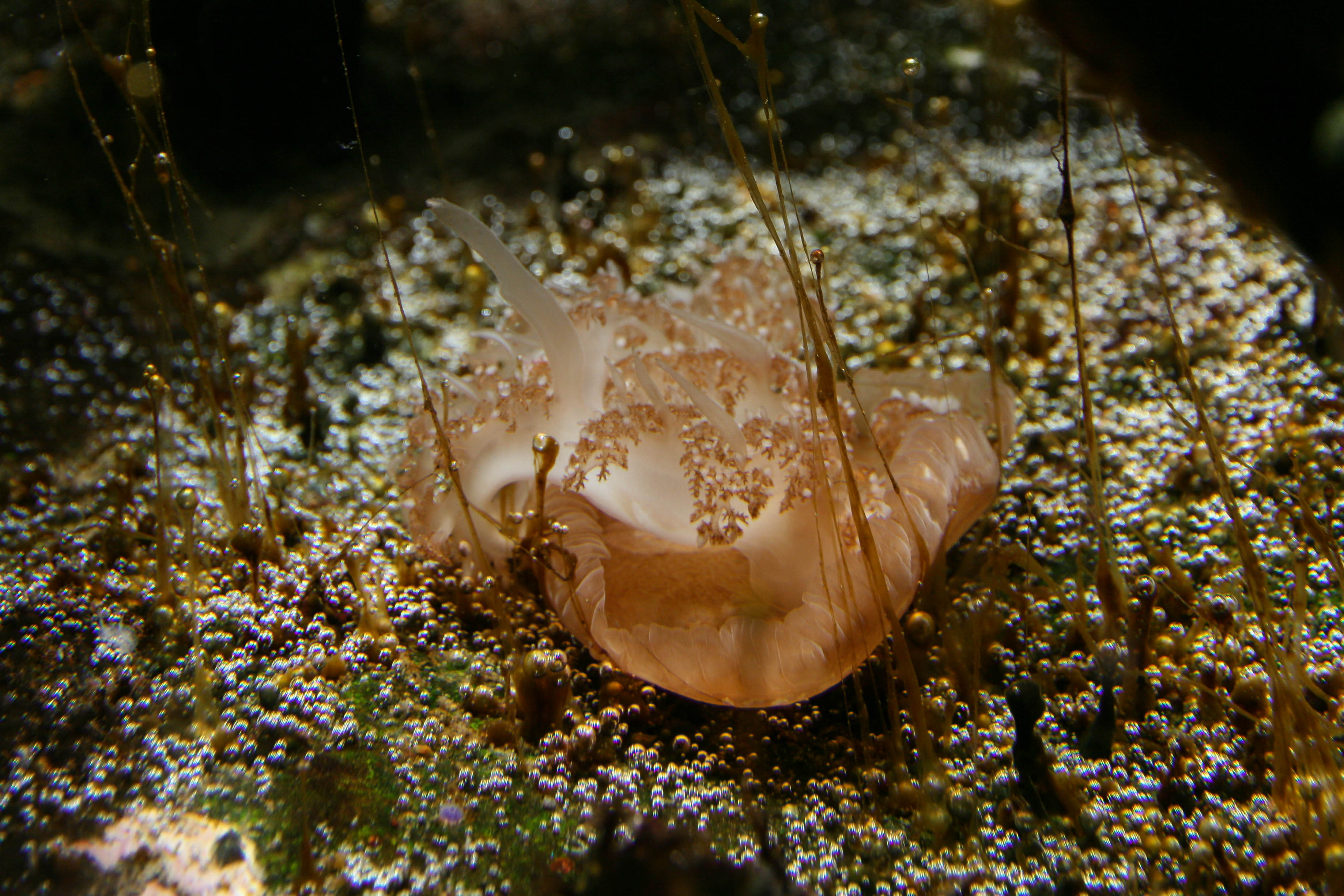
Cassiopea xamachana

- Cassiopea ndrosia Agassiz et Mayer, 1899
- Cassiopea ornata Haeckel, 1880
- Cassiopea xamachana R. P. Bigelow, 1892